# 螣蛇十六
仙女座3，又名BD+49 4028，HD 218031、SAO 52649、HR 8780，是仙女座的一颗恒星，视星等为4.65，位于銀經105.86，銀緯-9.23，其B1900.0坐标为赤經22h 59m 41.5s，赤緯+49° -9.23′ 30″。